# Sh2-113
Pour les articles homonymes, voir Nébuleuse (homonymie) et Dragon (homonymie).
Ne doit pas être confondu avec Dragon (constellation) ou Nébuleuse de la Tête de Dragon
La nébuleuse du Dragon volant ou LBN 333 ou Sh2-113 ou Sharpless 113 est une nébuleuse en émission et une région HII de la constellation du Cygne (Cygnus) du bras d'Orion de la voie lactée, des  catalogue Sharpless (Sh2) et Lynds' Catalogue of Bright Nebulae (LBN).

## Présentation
Cette nébuleuse spectaculaire de 27 années-lumière de diamètre, se situe à 12 400 années-lumière, dans la partie nord-est de la constellation du Cygne, à environ 1,5° à l'ouest des étoiles Tau Cygni (τ Cyg) et Sigma Cygni (σ Cyg). La période la plus propice à son observation dans le ciel du soir se situe entre les mois de juillet et de décembre et elle est considérablement facilitée pour les observateurs situés dans les régions de l'hémisphère nord terrestre,,.
C'est un nuage cosmique de structure filamenteuse énigmatique d'apparence rubanée, dont la nature a été à peine étudiée. Elle a une forme de demi-cercle avec la concavité orientée vers le nord et semble constituer, avec le nuage Sh2-114 voisin, une structure de bulles semblable à un rémanent de supernova, cependant, aucun vestige de supernova n'a jamais été décrit dans cette région.